# Philip Harris, Baron Harris of Peckham

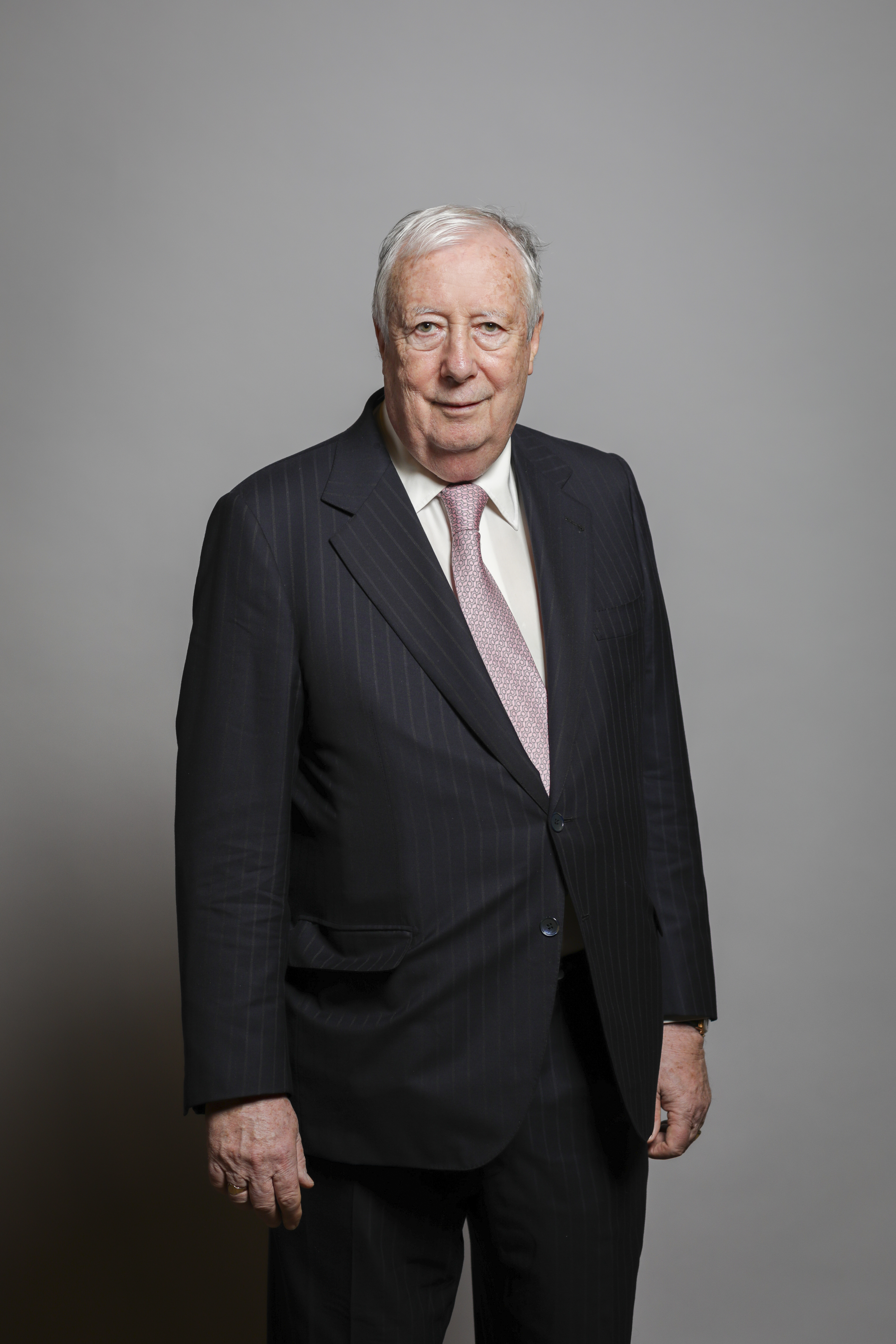
Philip Harris, Baron Harris of Peckham

Philip Charles Harris, Baron Harris of Peckham (* 15. September 1942 in Peckham, Südlondon) ist ein englischer Unternehmer, Politiker der Conservative Party und Mitglied des House of Lords.

## Berufliche Karriere
Harris war jahrzehntelang unternehmerisch im britischen Teppicheinzelhandel tätig. In rückliegenden Jahren war er in den Leitungs- bzw. Aufsichtsgremien mehrerer Unternehmen wie Carpetright, Great Universal Stores plc und Matalan vertreten.

## Adelswürde und Politik
Am 24. Juli 1985 wurde er als Knight Bachelor geadelt. Am 11. Januar 1996 wurde er als Baron Harris of Peckham, of Peckham in the London Borough of Southwark, zum Life Peer erhoben und ist dadurch seither Mitglied des House of Lords, wo er der Fraktion der Conservative Party angehört. Seine erste Parlamentsrede hielt er am 21. Mai 1996.

## Arsenal Football Club
Seit November 2005 ist er im Aufsichtsrat von Arsenal London.

## Spenden an die Konservative Partei
Harris machte Parteispenden an David Cameron als Parteiführer der Conservative Party. Er wird als einer seiner Freunde bezeichnet. Es wird berichtet, dass er eine entscheidende Rolle beim Sieg von Cameron bei der Wahl zum Parteivorsitzenden im Sommer 2005 gespielt habe. Seine Verbindungen zu Cameron wurden näher untersucht, als aufflog, dass Andrew Feldman, ein Parteifreund von ihm und ebenfalls Parteispender, Hariss' Namen missbraucht hatte um Privilegien, die den Mitgliedern des House of Lords zustehen, in Anspruch zu nehmen. Nach einem Bericht in The Independent sagte ein Seniormitglied des Lords Privileges Committee, dieser Vorfall zeige, wie Fundraising die Politik vergifte.

## Britisches Erziehungswesen und die Harris Federation
Er hat sich sehr intensiv für das Erziehungswesen eingesetzt, und viele Schulen und Colleges (z. B. Harris Manchester College (Oxford)) tragen seinen Namen.  Durch die Harris Federation wurden viele weiterführende Schulen finanziell gefördert.  In Croydon unterstützte er die Gründung des Harris City Technology College, der Harris Academy South Norwood und der Harris Academy Purley sowie der Harris Academy Chafford Hundred; viele Bürger waren aber verärgert, dass der ursprüngliche Name Stanley Technical High School zugunsten des Harris-Namens aufgegeben wurde.

## Olympische Spiele London 2012

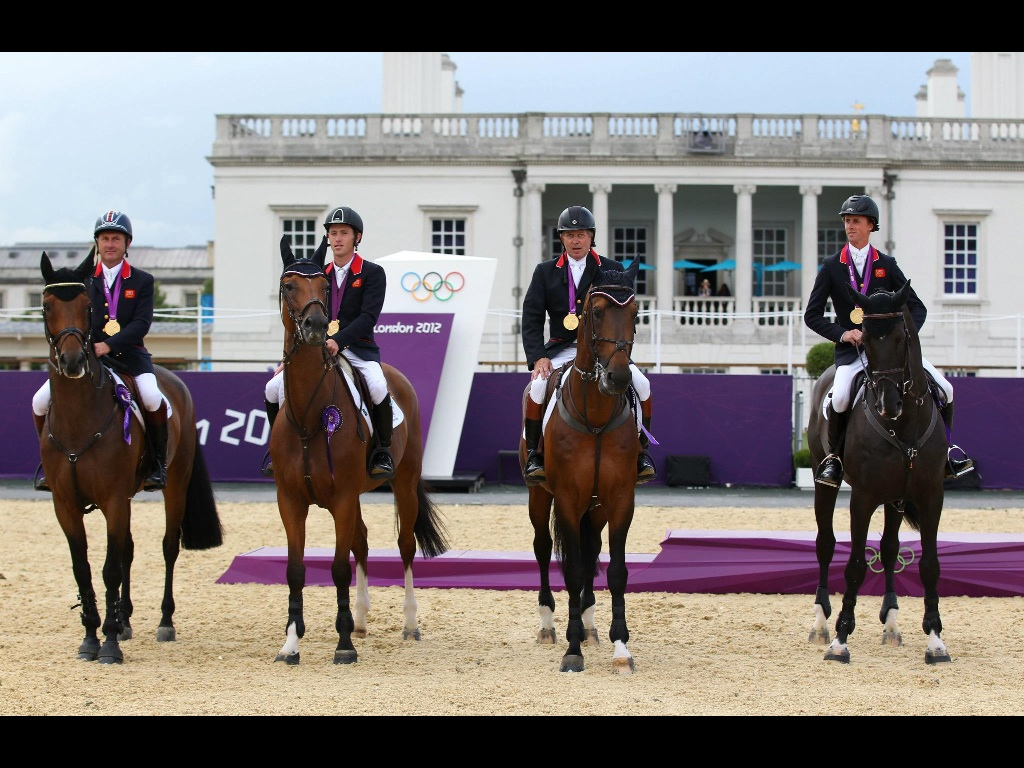
Hello Sanctos (2. von rechts) und das Goldmedaillenteam

Lord Harris ist Miteigentümer des Gewinnerpferdes der Olympischen Spiele im Springreiten in der Mannschaftswertung Hello Sanctos, geritten von Scott Brash.
Lord Harris und Lord Kirkham kauften das Pferd Anfang 2012 für schätzungsweise 2 Millionen Euro.

## Persönliches
Lord Harris ist seit 1960 mit Pauline Norma Chumley verheiratet. Sie haben eine Tochter und drei Söhne.

## Sunday Times Rich List
Auf der Liste der reichsten Briten der Sunday Times steht er 2006 auf Platz 206 mit einem geschätzten Vermögen von 285 Millionen Pfund Sterling (2004 Platz 162 mit 254 Millionen Pfund Sterling, 2005 Platz 192 mit 250 Millionen Pfund Sterling).